# Maurice Abravanel
Maurice de Abravanel (ab 1938 nannte er sich nur noch Maurice Abravanel; geboren 6. Januar 1903 in Thessaloniki, Griechenland; gestorben 22. September 1993 in Salt Lake City, Utah) war ein US-amerikanischer Dirigent griechischer Herkunft.

## Leben

### Zeit vor 1933
Maurice Abravanel entstammt einer berühmten sephardischen Familie, welche 1492 aus Spanien vertrieben wurde (siehe Isaak Abravanel). Seine Eltern waren Edouard de Abravanel und Rachel Bitty Abravanel. Sie hatten vier Kinder: Inez, Gaston, Ernest und Maurice. 1909 ging die Familie nach Lausanne, wo sein Vater als Apotheker arbeitete. Hier traf er mit Ernest Ansermet, der im gleichen Haus wohnte, einen Förderer seines musikalischen Talents. Dieser spielte mit Maurice vierhändig Klavier und stellte ihm die Musik moderner Komponisten wie Darius Milhaud und Igor Strawinsky, den er durch Ansermet auch persönlich kennenlernte, vor. In dieser Zeit schrieb er Konzertkritiken für eine Zeitung und begann zu komponieren. Auf Veranlassung seines Vaters studierte er ab 1920 an der Universität Lausanne, nach anderen Quellen in Zürich, Medizin und leitete ein Studentenorchester. Dem Rat Ferrucio Busonis folgend ging er nach Berlin, um dort bei Kurt Weill Musiktheorie zu studieren. Mit Weill arbeitete er lange Zeit intensiv zusammen. Er lernte in Berlin unter anderem Bruno Walter, Paul Hindemith und Bertolt Brecht kennen. Walter machte ihn mit der Musik Gustav Mahlers bekannt und wurde ein großer Fürsprecher Abravanels. Er war zunächst an einem Theater in Berlin stellvertretender Dirigent, dessen Orchester ohne Proben wöchentliche Konzerte abhielt. Hier war er dazu angehalten eine klare Schlagtechnik zu entwickeln, diese Schlagtechnik lobten später Musiker auf der ganzen Welt.

### Zeit von 1933 bis 1945
Nach der Machtergreifung der NSDAP im Jahr 1933 emigrierte er zunächst mit seinem Freund Kurt Weill nach Paris. 1933 und 1934 dirigierte er das Monteux’ Orchestre Symphonique de Paris, war musikalischer Direktor von Sergei Diaghilevs Ballets Russes und an Georges Balanchines Les Ballets. Am 7. Juni 1933 dirigierte Abravanel die Weltpremiere von Die sieben Todsünden am Théâtre des Champs-Elysées. Er dirigierte in den nächsten Jahren mehrere Orchester in Europa, wie in Genf, London und Rom. An der Pariser Oper dirigierte er unter anderem ein Aufführung von Don Giovanni. Mit der British National Opera Company ging er nach Australien. Er dirigierte sowohl das Sidney Symphony Orchestra als auch das Melbourne Symphony Orchestra. Bei der Australian Broadcasting Corporation dirigierte er nach seiner Tätigkeit bei der Opernkompanie mehrere Konzerte und sechsundzwanzig Radioaufführungen vollständiger Opern in englischer Sprache. Hier spielte er die Orchesterwerke von Ralph Vaughan Williams. Danach gelangte er nach New York City. Auf Vorschlag Bruno Walters und Wilhelm Furtwänglers erhielt er bis dahin als jüngster Dirigent ein Engagement an der Metropolitan Opera. Er debütierte hier am 6. Dezember 1936 mit Samson et Delila von Camille Saint-Saëns. In seiner Zeit an der MET stellte er den noch nie dagewesenen Rekord auf, sieben Aufführungen fünf verschiedener Opern in neun Tagen zu dirigieren. Nach zwei Jahren wechselte er auf eigenen Wunsch an den Broadway. Dieser Schritt wurde von der Öffentlichkeit nicht verstanden und als Rückschritt gewertet. Seine Bewunderung für Kurt Weill und die Verbundenheit zu ihm veranlassten Abravanel wohl dennoch diesen Schritt zu gehen. Abravanel erklärte später, dass diese Entscheidung ein mögliches Engagement beim renommierten Cincinnati Symphony Orchestra verhinderte und sein Weg zunächst von den großen Sinfonieorchestern wegführte. Am Broadway leitete er die Uraufführungen von Knickerbocker Holiday, Lady in the Dark, One Touch of Venus und Street Scene. Hier dirigierte er auch Weills Dreigroschenoper. 1943 erlangte er die US-amerikanische Staatsbürgerschaft. Auf Konzertreisen durch Nordamerika dirigierte er zwischen den Musicalaufführungen Konzerte in Montreal, Toronto, Washington, D.C., Chicago und Konzerte des New York City Orchestras. Für jeweils eine Saison war er an der Chicago Civic Opera und an der Opera Nacional in Mexiko-Stadt.

### Zeit von 1946 bis 1993
1946, sofort nach dem Zweiten Weltkrieg, ging Abravanel nochmals nach Australien. Er leitete eine Konzertreihe der Sydney Symphony Society mit zehn Konzerte. Nach einem Jahr entschied er sich wieder nach Nordamerika zurückzukehren. Wieder in New York City wurde er darauf aufmerksam, dass das Sinfonieorchester in Utah einen neuen Dirigenten suchte. Abravanel interessierte sich sofort für die Stelle. Sein Manager Arthur Judson (1881–1975), der auch Arturo Toscanini, Bruno Walter, und Leopold Stokowski vertrat, riet ihm dringend davon ab. Er ging sogar so weit, dass er der Orchesterleitung in Utah mitteilte, Abravanel ginge niemals nach Utah. Andere Freunde wie Kurt Weill versuchten ihn davon zu überzeugen, dass dies keiner guter Plan sei. Judson trat nun mit einem sehr lukrativen Fünfjahresvertrag bei der Radio City Music Hall mit einem jüngst vergrößerten Orchester an Abravanel heran. Das Jahresgehalt dieser Stellung war mit das höchste, was man zu dieser Zeit als Dirigent verdienen konnte. Abravanel lehnte den Vertrag mit der Begründung, dass diese Stelle ihm nicht dazu verhelfen werde, die Musik aufführen zu können, die er selbst aufführen wollte. Auf einer Konzertreise nach San Francisco machte er persönlich einen Halt in Salt Lake City und sprach mit den Verantwortlichen des Orchesters. Diese boten Abravanel die Stelle an. Abravel hatte noch das Angebot, in Los Angeles einen Film mit der Musik Edvard Griegs zu machen und ein gut dotiertes Angebot des Houston Symphony Orchestras anzunehmen. Da er selbst schon von der Stelle in Salt Lake City begeistert war, lehnte er die anderen Angebote ab und nahm die Stelle an.
Zunächst setzte er in Utah noch nie zuvor aufgeführte Standardwerke auf das Programm. Er begann mit Beethovens Sinfonien, der zweiten Sinfonie von Brahms und der Feuervogel-Suite Stravinskys. Er führte in seinen Konzerten immer ein zeitgenössisches Werk auf, wie Samuel Barbers Adagio for Strings, Aaron Coplands Appalachian Spring und William Schumans Slideshow for Orchestra. Viele wurden zu Standardwerken des 20. Jahrhunderts. Diesen Weg ging er auch gegen Kritiker erfolgreich weiter. Er suchte früh die Nähe zum Mormon Tabernacle Choir und seinem Leiter Spencer Cornwall, um gemeinsam Beethovens Neunte aufzuführen, stieß aber auf Ablehnung mit der Begründung, dass der kirchliche Chor und das staatliche Orchester nicht zusammenarbeiten sollten. Diese Trennung hielt bis zu seinem gemeinsamen Konzert 1976 an. Cornwall versuchte auch die Benutzung des Salt-Lake-Tabernakels, durch das Orchesters zu verhindern. Die nächsten Jahre waren finanziell äußerst angespannt. 1949 war das Orchester zahlungsunfähig und nur durch den enormen Einsatz Abravanels beim Anwerben von Sponsoren konnte die Konzerttätigkeit des Orchesters fortgeführt werden. Stabilität brachte erst die Mitarbeit Wendell Ashtons, einem Mitglied der Kirche Jesu Christi der Heiligen der Letzten Tage, im Vorstand des Orchesters. Dieser konnte Türen für die Zusammenarbeit mit der Kirche öffnen und zusätzlich viele junge der Kirche nahe stehende Sponsoren mobilisieren. Jetzt begann das Orchester zu wachsen. Drei Punkte in Abravanels Philosophie waren dafür weitgehend verantwortlich. Erstens war es die wichtige Rolle, die er der zeitgenössischen Musik zudachte, zweitens die musikalische Erziehung der Gesellschaft durch Schulkonzerte, lokale Konzerte und Jugendkonzerte und drittens den Nutzen von Tonaufnahmen bei der Vermarktung des Orchesters. Die Bekanntheit Abravanels half auch viele bekannte Künstler zur Zusammenarbeit mit dem Orchester zu bewegen. Dirigenten wie Pierre Monteux, Henry Mancini, Arthur Fiedler und Aaron Copland, aber auch seinen Freund den Schauspieler Danny Kaye und viele Instrumentalisten wie Claudio Arrau, Arthur Rubinstein, Gina Bachauer, Itzhak Perlman und Mstislav Rostropovich konnte er zur Zusammenarbeit mit dem Orchester gewinnen. Komponisten, die er in seine Programme aufnahm, waren neben Kurt Weill Ernest Bloch, Arthur Honegger, Eric Satie, Edgar Varése und sein Freund Darius Milhaud. Durch sein persönliches Engagement entwickelte er das zunächst nur lokal bekannte Ensemble zu einem weltbekannten Orchester. Von 1954 bis 1980 leitete er die Music Academy of the West in Santa Barbara. Von 1970 bis 1976 war Mitglied im National Council of the Arts und stellvertretender Vorsitzender der. American Symphony Orchestra League. 1979 ging er beim Utah Symphony Orchestra in den Ruhestand. 1981 wurde er zum Artist in Residence for Life beim Berkshire Music Center in Tanglewood ernannt. Das Tanglewood Festival besuchte er daraufhin jeden Sommer als Lehrer und Mentor. Maurice Abravanel starb am 22. September 1993 im Holy Cross Hospital in Salt Lake City. Am 28. September 1993 fand in der Maurice Abravanel Hall eine vom Utah Symphony Orchestra und dem Utah Symphony Chorus mitgestaltete Gedenkfeier statt.
Verheiratet war Abravanel mit der Opernsängerin Maria Schacko, auch Friedel Schacko, und war somit Schwiegersohn der Schauspielerin und Sängerin Hedwig Schacko. Nach ihrer Scheidung heiratete er 1947 Lucy Menasse Carasso (1902–1985). Nach deren Tod heiratete er Carolyn Firmage.
Die American Symphony Orchestra League verlieh ihm 1981 den Gold Baton Award. 1991 verlieh ihm George H.W. Bush die National Medal of Arts. Die Abravanel Hall in Salt Lake City wurde 1993 nach ihm benannt.

## Maurice Abravanels Aufnahmen
Abravanel veröffentlichte mit dem Utah Symphony Orchestra als erstem US-amerikanischen Orchester noch vor Leonard Bernstein eine Gesamtaufnahme der Sinfonien Mahlers.
Abravanel hatte einen Vertrag mit Vanguard Records. Hier veröffentlichte er Erstaufnahmen der Werke Judith und Le Roi David von Arthur Honegger. Zu den wesentlichsten seiner über 125 Einspielungen gehören Komplettaufnahmen der vier Symphonien von Johannes Brahms (auf diesem 3-CD-Set sind auch die Tragische Ouvertüre, die Akademische Fest-Ouvertüre und die Variationen über ein Thema von Joseph Haydn enthalten) sowie die neun Symphonien von Gustav Mahler (11-CD-Set inklusive des Adagio der unvollendeten zehnten Symphonie). In beiden Aufnahmen tritt ein sehr expressiver, betonender Stil hervor, bei dem das gesamte Werk ausgehend von seinem Höhepunkt aus interpretiert und darauf hinarbeitend strukturiert wird, während lyrische Passagen in eine sekundäre Rolle gedrängt werden. Beide Aufnahmen wurden mit dem Utah Symphony Orchestra eingespielt.
1950 gewann er für Regina als „Bester Dirigent“ einen Tony Award. Für seine Aufnahmen mit dem Utah Symphony Orchestra wurde dreimal bei den Grammy Awards nominiert: 1962 für die Einspielung von Le Roi David, 1978 für Sacred Service von Bloch und 1979 für die Einspielung der Psalmensinfonie.